# Mike Wirth
Michael K. "Mike" Wirth, född 1960 i Golden i Colorado, är en amerikansk företagsledare som är styrelseordförande och VD för det multinationella petroleumbolaget Chevron Corporation sedan den 1 februari 2018 när han efterträdde John S. Watson. Han har arbetat inom Chevron sen 1982 där han blev anställd som designingenjör och sen 2000 haft höga chefsbefattningar.
Wirth avlade en kandidatexamen i kemiteknik vid University of Colorado.